# Elecciones provinciales de Formosa de 2015
Las elecciones generales de la provincia de Formosa de 2015 se realizaron el domingo 25 de octubre del mencionado año con el objetivo de renovar los cargos de Gobernador y Vicegobernador y 15 de las 30 bancas de la Legislatura Provincial, componiendo los poderes ejecutivo y legislativo para el período 2015-2019. Fueron las novenas elecciones desde la restauración de la democracia, y las decimoterceras elecciones desde la provincialización del territorio formoseño. Asimismo, fueron las sextas desde la llegada de Gildo Insfrán a la gobernación.
Insfrán, gobernador desde 1995 por el Partido Justicialista (PJ), se presentó para un sexto mandato consecutivo al frente del ejecutivo formoseño, con el exgobernador Floro Bogado como compañero de fórmula. Sería apoyado por el Frente para la Victoria (FpV), coalición oficialista a nivel nacional. Su principal oponente sería Luis Naidenoff, de la Unión Cívica Radical (UCR) y apoyado por la coalición Frente Amplio Formoseño, que actuaba como una representación de las coaliciones nacionales de oposición Cambiemos y Unidos por una Nueva Alternativa (UNA), además de varios partidos provinciales. Aldo Argañaraz sería el candidato a vicegobernador de dicho frente. Aparte de las dos fórmulas antes mencionadas, la única tercera fuerza sería el Frente de Izquierda y de los Trabajadores (FIT), que presentó a Sergio Sapkus y Natalia Coronel, ambos del Partido Obrero (PO), como candidatos a gobernador y a vicegobernadora respectivamente, siendo Coronel la única mujer candidata en aquella elección.
Sin demasiadas sorpresas, y al igual que en todas las elecciones desde su llegada al poder, Insfrán obtuvo un triunfo arrollador con el 73.23% de los votos contra el 25.97% obtenido por Naidenoff y el 0.80% de Sapkus. El FpV logró 11 de los 15 escaños en disputa, mientras que los 4 restantes fueron para el Frente Amplio Formoseño. La participación fue del 80.14% del electorado registrado. A diferencia de anteriores elecciones, el proceso electoral fue considerado tranquilo y no hubo denuncias graves de manipulación, aunque el Frente Amplio Formoseño manifestó su preocupación por la llegada de ciudadanos paraguayos al puerto de la capital provincial por medio de embarcaciones, suposición que fue desestimada por las autoridades. Insfrán y Bogado fueron juramentados el 10 de diciembre de 2015, al mismo tiempo que los quince legisladores electos.
Bogado no completó su mandato como vicegobernador ya que falleció el 12 de diciembre de 2017.

## Antecedentes
Al igual que la mayoría de las provincias del extremo norte de la República Argentina, la provincia de Formosa ha sido gobernada desde la restauración de la democracia en 1983 por políticos provenientes del Partido Justicialista (PJ), siendo considerada un bastión peronista por excelencia (desde 1983 hasta 2017, el PJ no ha perdido una sola elección en territorio formoseño). En 1995, fue elegido gobernador Gildo Insfrán, quien logró una reforma constitucional en 1999 para abolir el límite de mandatos constitucionales para la gobernación, permaneciendo ininterrumpidamente en el cargo durante más de veinte años, siendo el gobernador que más tiempo ha ejercido el ejecutivo provincial de una provincia argentina. Durante su largo y controvertido mandato, Insfrán ha sido acusado de corrupción, así como de reducir intencionalmente al mínimo la actividad privada del país, provocando una dependencia persistente de la población de parte del estado. Según datos del Ministerio de Trabajo de Argentina, Formosa es la provincia con menos empleados en el sector privado, lo que analistas políticos consideran como un causal para la hegemonía política ejercida por Insfrán. El gobernador ha sido acusado también de autoritarismo, intimidación a la oposición y de cometer fraude electoral mediante el transporte de votantes desde el país vecino, Paraguay, con quien comparte más de 750 kilómetros de frontera. Estas características han provocado que medios de comunicación opositores se refieran a Formosa como una "monarquía de facto" o una "provincia con dueño".

## Candidaturas
Insfrán confirmó tardíamente su intención de presentarse a un sexto mandato y fue proclamado candidato en el Congreso Provincial del Partido Justicialista el 20 de septiembre de 2015. El exgobernador Floro Bogado, que había sido el primer gobernador formoseño tras la restauración de la democracia (1983-1987) fue confirmado como su compañero de fórmula en el mismo Congreso. Para entonces ya se habían realizado las elecciones Primarias, Abiertas, Simultáneas y Obligatorias (PASO) a nivel nacional y en algunas provincias, instancia a la que Formosa no adhiere para cargos provinciales, y la región norte del país se encontraba sacudida por el escándalo en torno a las irregulares elecciones provinciales de Tucumán, en las cuales el candidato radical José Manuel Cano rechazó la victoria de Juan Luis Manzur denunciando fraude electoral. Insfrán se refirió a este escándalo en un discurso de aceptación de su candidatura durante el Congreso Provincial, reclamando que la denuncia de Cano era una calumnia y un intento de la "oligarquía argentina" por deslegitimar la voluntad popular. Sobre el desafío judicial al resultado, manifestó que: "pareciera que volvimos a la época de los fraudes patrióticos; hoy ya no se respeta la voluntad popular, son los jueces quienes deciden el destino de los pueblos". También declaró sentirse complacido de que más de un millón y medio de los votantes recibidos por Daniel Scioli (candidato presidencial del Frente para la Victoria) en las PASO provengan del norte argentino.
Desde el espacio opositor, la candidatura del radical Luis Petcoff Naidenoff, senador por la minoría de la provincia desde 2005, ya estaba confirmada desde principios de año. Al igual que en otras provincias del norte argentino, como Jujuy o La Rioja, la mayoría de la oposición política nacional se había unificado en un mismo frente detrás de una candidatura de la Unión Cívica Radical (UCR) para aumentar su viabilidad electoral. En Formosa esta formación se denominó "Frente Amplio Formoseño", y contaba con el apoyo de casi todas las fuerzas opositoras, con excepción de la izquierda trotskista. El mismo día que Insfrán era proclamado candidato para una nueva reelección, fueron presentadas las listas del frente opositor.
Con respecto a la izquierda, el Frente de Izquierda y de los Trabajadores (FIT) se configuró en la provincia al igual que en el resto del país, compuesto por el Partido Obrero y el Partido de los Trabajadores Socialistas (PTS). El tercer partido del frente, Izquierda Socialista (IS), no se ha establecido en Formosa. La formación presentó la candidatura de Sergio Sapkus para gobernador, mientras que su candidata a vicegobernadora fue Natalia Coronel, quien ya había sido candidata a la gobernación por el Partido Obrero en solitario en 2011, recibiendo poco más de 500 votos. Desde el momento en que fue proclamada su candidatura, el Partido Obrero expresó que tenía expectativas electorales iniciales muy humildes por el momento, y que su propósito para los comicios de 2015 sería, a lo sumo, consagrar un diputado provincial.

## Campaña
Durante la campaña electoral, jugó un papel importante la polémica desatada por las declaraciones emitidas por el futbolista Carlos Tévez, jugador del Club Atlético Boca Juniors, que había estado en Formosa con el resto del equipo. El 21 de agosto de 2015, dijo ante la prensa que había estado en un hotel de cinco estrellas de la capital formoseña, mientras que veía a gran parte de la población afuera viviendo en condiciones de extrema pobreza, e hizo crudos paralelismos entre la situación formoseña y el barrio donde nació, Fuerte Apache, manifestando que "la pobreza en Formosa es muy grande" y que "los chicos no se merecen esto". Los medios opositores al gobierno kirchnerista, como Clarín, se hicieron eco de las declaraciones de Tévez, mientras que la prensa oficialista formoseña las desacreditó duramente. Un funcionario del gobierno provincial, Jorge Manuel Santander, utilizó el término despectivo "villerito europeizado" para referirse a Tévez en las redes sociales, ocasionando una avalancha de críticas en su contra que lo obligó a cerrar sus cuentas. Insfrán respondió en defensa de Santander, argumentando que "los porteños se creen europeos en el exilio". Insfrán declaró que las publicaciones sobre el asunto no eran más que el comienzo de una campaña sucia de parte de la oposición, y que tales comentarios constituían una visión "interesada y guionada".
El candidato a presidente de Cambiemos, Mauricio Macri, había declarado en octubre de 2015 que de llegar a la presidencia buscaría reducir los intentos de "eternización" de parte de los mandatarios provinciales, haciendo una clara referencia a Insfrán y promoviendo el fin de las "reelecciones indefinidas". Insfrán respondió a estas críticas recalcando que en Formosa no había una reelección indefinida, sino "elecciones cada cuatro años en las cuales los formoseños decidían presentarse con igualdad de oportunidades". También acusó a Macri, hasta entonces Jefe de Gobierno de la ciudad de Buenos Aires, de cometer "centralismo porteño". Además de estos cuestionamientos a sus detractores, Insfrán basó su campaña en defender su gestión de gobierno, haciendo uso del lema que había empleado en pasadas elecciones: "Todavía queda mucho por hacer".
Naidenoff, por su parte, hizo campaña centrándose en la necesidad de poner fin a la corrupción desenfrenada en el gobierno provincial y a la hegemonía política del gildismo, manifestando su rechazo a la noción de que las políticas económicas del gobierno estuvieran beneficiando a la población, y afirmando que, en Formosa, "los únicos beneficiados son los hijos de los funcionarios". El Frente Amplio Formoseño realizó una campaña muy amplia, recorriendo la mayoría de los municipios pequeños que componen la provincia, y posteriormente, durante la recta final en el mes de octubre, organizaron actos relativamente concurridos en varios barrios de la capital provincial. Naidenoff declaró tener fe en un triunfo electoral, y se comprometió a crear 30.000 nuevos puestos de trabajo durante el primer bienio de gestión si ganaba, con 15.000 nuevos jóvenes empleados por año. Con apenas el 3% del presupuesto provincial, cada beneficiario recibiría un aporte mensual equivalente al 50% del salario mínimo vital y móvil, y el empleador se haría cargo de los aportes y contribuciones pertinentes. Ricardo Buryaile, candidato a intendente de la capital, denunció lo que constituía un "apriete" de parte del gobierno provincial en contra de la oposición, y afirmó que esto no impediría que el electorado se manifestase a su favor de todas formas. La campaña opositora finalizó con un acto multitudinario en la capital el 21 de octubre. Durante el mismo tuvieron la palabra el propio Naidenoff, el candidato que encabezaba la lista del frente para diputados nacionales, Martín Hernández, y el candidato que encabezaba la lista para diputados provinciales, Jorge Alberto Terán.
Con poca expectativa de un resultado coherente, Sapkus hizo campaña centrándose en la pobreza creciente y en la corrupción, aunque también cuestionó las políticas que proponía la principal oposición, considerando que se adherían a principios neoliberales que tampoco servirían para mejorar la situación de la provincia, afirmando que Macri, y Sergio Massa eran iguales al oficialismo kirchnerista y que Naidenoff realizaría una liberalización económica que "perpetuaría el saqueo de los recursos naturales" de Formosa. Con respecto a los dichos de Tévez, declaró que lo único que había hecho el futbolista era resaltar una obviedad, y que la pobreza en Formosa había sido "una cuestión histórica". Entre sus propuestas para la gobernación, Sapkus declaró que otorgarían un aumento de salarios y de jubilaciones que ascendiera conforme a la inflación, y abrir los libros de la obra pública y de las empresas que recibieran subsidios estatales para que la población supiera hacia donde iban los fondos públicos. También remarcó que para generar empleo en la provincia había que generar actividad productiva, comprometiéndose a defender los puestos de trabajo y evitar la precarización laboral.

## Resultados

### Gobernador y Vicegobernador
La jornada electoral fue tranquila, aunque se desarrolló en el marco de una fuerte lluvia, que dificultó el acceso a los centros electorales a algunos votantes. Sin embargo, los medios de comunicación nacionales destacaron que no hubo denuncias graves de fraude electoral o irregularidades. Días antes de los comicios, el poder judicial había citado a ciento cincuenta personas con doble nacionalidad que podrían encontrarse en Paraguay al momento de las elecciones, aunque las denuncias fueron desestimadas con posterioridad. la victoria de Insfrán se hizo irreversible al contabilizarse 80 de las 1.309 mesas, pues ya sumaba un 79.3% de las adhesiones para entonces.
|  | 17,64 % |

|  | 6,11 % |

|  | 5,19 % |

|  | 3,84 % |

|  | 3,16 % |

|  | 2,50 % |

|  | 2,20 % |

|  | 2,17 % |

|  | 1,96 % |

|  | 1,61 % |

|  | 1,57 % |

|  | 1,17 % |

|  | 1,13 % |

|  | 1,11 % |

|  | 1,08 % |

|  | 1,06 % |

|  | 1,05 % |

|  | 0,97 % |

|  | 0,97 % |

|  | 0,81 % |

|  | 0,74 % |

|  | 0,72 % |

|  | 0,70 % |

|  | 0,67 % |

|  | 0,67 % |

|  | 0,66 % |

|  | 0,63 % |

|  | 0,62 % |

|  | 0,61 % |

|  | 0,61 % |

|  | 0,57 % |

|  | 0,55 % |

|  | 0,53 % |

|  | 0,51 % |

|  | 0,51 % |

|  | 0,50 % |

|  | 0,48 % |

|  | 0,41 % |

|  | 0,40 % |

|  | 0,38 % |

|  | 0,37 % |

|  | 0,35 % |

|  | 0,34 % |

|  | 0,34 % |

|  | 0,34 % |

|  | 0,32 % |

|  | 0,32 % |

|  | 0,30 % |

|  | 0,29 % |

|  | 0,27 % |

|  | 0,27 % |

|  | 0,23 % |

|  | 0,20 % |

|  | 0,19 % |

|  | 0,19 % |

|  | 0,12 % |

|  | 0,05 % |

|  | 73.23 % |

|  | 3,68 % |

|  | 2,48 % |

|  | 2,18 % |

|  | 2,17 % |

|  | 1,79 % |

|  | 1,77 % |

|  | 1,69 % |

|  | 1,43 % |

|  | 1,25 % |

|  | 1,18 % |

|  | 1,14 % |

|  | 0,98 % |

|  | 0,93 % |

|  | 0,78 % |

|  | 0,78 % |

|  | 0,74 % |

|  | 0,38 % |

|  | 0,35 % |

|  | 0,29 % |

|  | 25.97 % |

|  | 0.80 % |

|  | 94.19 % |

|  | 5.15 % |

|  | 0.65 % |

|  | 100.00 % |

|  | 80.14 % |

### Cámara de Diputados
|  | 72.98 % |

|  | 26.12 % |

|  | 0.90 % |

|  | 92.43 % |

|  | 6.92 % |

|  | 0.65 % |

|  | 100.00 % |

|  | 80.14 % |